# Massamasso Tchangaï
Komi Massamasso Tchangaï (Atakpamé, 8 augustus 1978 – Lomé, 8 augustus 2010) was een Togolees voetballer en speelde onder meer voor De Graafschap. De verdediger stierf aan een hartaanval toen hij zijn 32e verjaardag vierde in zijn geboorteland Togo.
Tchangai speelde tussen 1999 en 2001 voor De Graafschap en kwam tot 28 competitieduels voor de Doetinchemmers in de eredivisie.
Tchangai speelde ook 37 interlands voor Togo en maakte deel uit van de selecties voor de African Cup of Nations 2006 en het Wereldkampioenschap voetbal 2006.

## Bron
- Gelderlander 9 augustus 2010